# Frontier: Elite II
Frontier: Elite II, o solo Frontier nella schermata del titolo, è un videogioco di viaggio spaziale per computer scritto da David Braben e pubblicato dalla GameTek nel 1993. È il primo seguito del precedente gioco creato da Ian Bell e David Braben, Elite, ed è disponibile per Commodore Amiga, Amiga CD32, Atari ST e MS-DOS.
Frontier mantiene le stesse caratteristiche del predecessore aggiungendo un motore fisico realistico e una galassia modellata con accuratezza.
In Frontier non esiste una trama, come non esistono missioni predeterminate (come invece esistono nel seguito del gioco, First Encounters); invece di seguire una trama, i giocatori esplorano lo spazio commerciando legalmente o illegalmente, portando a termine missioni per conto dell'esercito, trasportando passeggeri da un sistema planetario all'altro, entrando nella pirateria o combinando insieme tutti questi elementi. Di conseguenza, Frontier non può essere finito o "vinto": sono i giocatori stessi a decidere a cosa aspirare e a decidere le mete da raggiungere.
Braben originariamente programmò il gioco per l'Amiga, ma la versione per PC fu distribuita praticamente nello stesso periodo.
In seguito il gioco in versione MS-DOS è stato distribuito come shareware ed è disponibile per essere scaricato gratuitamente.

## Modalità di gioco
In Frontier, il giocatore prende il controllo di uno dei nipoti del Comandante Jameson (Commander Jameson nella lingua originale), avendo ereditato da quest'ultimo cento crediti ed un Eagle Long Range Fighter. Per gli standard del gioco, la nave e il denaro iniziali sono estremamente modesti: questo incoraggia i giocatori a guadagnare i propri soldi, nel modo che ritengono più opportuno.

### Commercio
Come per Elite, Frontier consiste principalmente nel commercio: i giocatori possono comprare e vendere molte cose (dal cibo ai componenti di computer, dalle armi agli schiavi) con l'intento di trarre da ogni tragitto il maggior profitto possibile. 
Perciò, imparare a comparare i prezzi tra i vari sistemi solari è essenziale per il profitto, così come il saper calcolare e tener condo delle spese extra di ogni viaggio (come il carburante, i missili o le riparazioni dello scafo) è un'abilità essenziale. 
Spesso diventa palese che alcune rotte commerciali siano economicamente vantaggiose, come il tragitto stella di Barnard (Barnard's Star)-Sole.
È inutile dire come alcune merci (in particolare le droghe, il gas nervino, le armi e gli schiavi) siano illegali nella maggior parte dei sistemi solari e tentare di commerciare queste merci nei sistemi in cui sono proibite si risolve quasi sempre con l'intervento della polizia, spesso violento. Spesso comunque, il gioco vale la candela, essendo questi articoli molto quotati nel mercato nero.

### Volo e fisica
Frontier sostituisce lo stile di volo arcade di Elite con un realistico sistema di volo, basato rigidamente sulla fisica newtoniana: il momento deve venire neutralizzato con una spinta (accelerazione) dei motori in direzione opposta, per portare il veicolo spaziale del giocatore all'arresto completo; mentre il semplice ruotare l'astronave di 180° non ha alcun effetto sulla sua direzione, fino a che il precedente momento lineare non viene contrastato dalla spinta dei motori e/o li si usa per creare un'accelerazione verso un'altra direzione. 
Il controllo dell'astronave è principalmente lasciato al giocatore, ma numerose azioni e aiuti alla navigazione possono essere affidati al pilota automatico.

### Viaggio interstellare
Il problema della navigazione interstellare viene risolto nel gioco con l'utilizzo dell'iperspazio (e dell'iperguida) per viaggiare da una stella all'altra. L'utilizzo dell'iperspazio è in qualche modo diverso dal viaggio attraverso il warp di Star Trek: mentre la navigazione mediante warp accelera la nave oltre la velocità della luce, l'iperspazio in Frontier appare come una sorta di spostamento dimensionale, "saltando" in una dimensione più compressa e poi uscendone in un punto corrispondente a quello in cui si vuole arrivare. Per quanto riguarda questo, l'iperspazio in Frontier viene trattato in maniera simile al viaggio iperspaziale utilizzato in Babylon 5.
La distanza percorribile massima di un'astronave viene calcolata tenendo conto della sua massa e della distanza percorribile in una settimana esatta, cosicché piccole navi leggere possono percorrere distanze impressionanti.
Per controbilanciare il "fattore tempo" i personaggi passano il tempo del viaggio in uno stato di animazione sospesa (per la verità in Frontier ci sono dei tasti che aumentano la velocità con cui trascorre il tempo nel gioco, che nel manuale vengono spiegati come una tecnologia che rallenta la percezione del tempo). Un salto nell'iperspazio lascia una scia di energia visibile, la "nuvola iperspaziale", nei punti di entrata e di uscita, visibile durante il salto e nelle ore seguenti. Questo permette ai pirati e agli assassini di inseguire una nave nell'iperspazio, arrivare alla sua destinazione per primi e quindi attaccare liberi dall'intervento della polizia.

### Combattimento
Presto o tardi il giocatore è destinato ad incappare in dei nemici, più probabilmente nelle vesti di pirati spaziali. I diversi sistemi solari hanno governi diversi e diverse strutture sociali, per cui alcuni sistemi sono più sicuri di altri.
I sistemi stellari centrali, governati dalla Federazione (capitale: Sole) e dall'Impero (capitale: Achenar) sono generalmente i più sicuri, mentre i sistemi anarchici ("Riedquat" e "Phekda" sono i più famosi sistemi anarchici del gioco) sono i più pericolosi.
A volte si entra inevitabilmente in combattimento e questo viene gestito in modo completamente realistico. In pratica, entrambe le navi sparano colpi di laser ripetuti l'una all'altra, finché una delle due navicelle non viene distrutta. Tutte le navi nemiche distrutte contano nella classifica di combattimento (combat rating) del giocatore, che cresce a partire da Innocuo (Harmless) e procede fino ad Elite.

### Fazioni
C'è un accenno di storia di fondo in Frontier, in cui vengono a delinearsi le due maggiori fazioni della galassia: la "Federazione", basata sul sistema Solare, e l'"Impero", basato sul sistema di Achenar. Le due fazioni sono nemici giurati, ma per il periodo dell'intero gioco, sono in una condizione di cessate il fuoco, simile alla guerra fredda degli anni sessanta del XX secolo.
I giocatori sono liberi di schierarsi con la Federazione, con l'Impero, con entrambi o con nessuno dei due. Il gioco non costringe a prendere una posizione politica. Entrambi gli schieramenti hanno una forza militare per cui il giocatore può compiere determinate missioni, il cui successo può portare alla scalata dei gradi militari.
I gradi della Federazione sono indipendenti da quelli dell'Impero e viceversa.
Tuttavia, giocare a fianco di entrambi gli schieramenti comporta delle difficoltà nell'avanzamento dei gradi.

## Rispetto adElite
Frontier ha una grafica migliore rispetto ad Elite e questo è stato possibile principalmente grazie al nuovo tipo di macchine per cui era stato sviluppato questo seguito: l'Amiga, l'Atari ST e i PC IBM, offrivano molta più potenza rispetto ai computer a cui era destinato il primo capitolo, come il BBC Micro, Apple II e il Commodore 64 o i primi PC 8086 o 8088.
Il motore grafico era molto avanzato per l'epoca, introducendo poligoni curvi, e texture mapping nella versione per PC. La vastità della rappresentazione in scala dello spazio coperto è sorpassata solo da Spore, un gioco messo in commercio alla fine del 2008.
In Frontier è anche possibile, per esempio, sfruttare l'effetto di fionda gravitazionale passando radenti alle stelle con una massa enorme; inoltre è possibile volare abbastanza vicino al suolo da poter leggere l'ora esatta (nel tempo del gioco) sul quadrante di un orologio su un edificio.
Frontier migliora Elite anche in altri aspetti, ad esempio è possibile atterrare sui pianeti, cosa impossibile in Elite. Un'altra differenza è che la maggior parte delle stelle ha un sistema di pianeti intorno ad essa, mentre nel gioco precedente ogni stella aveva solo un pianeta ed una stazione spaziale.
In aggiunta a questo, molti furono impressionati dal fatto che la mappa della galassia in Frontier comprendeva molte stelle realmente esistenti e a distanze realistiche: oltre al sole (chiamato Sol) sono presenti Alpha Centauri, Sirio e un gran numero di altre stelle vicine conosciute, ma la mappa comprende anche stelle relativamente distanti, sebbene luminose e famose, come Altair, Antares, Betelgeuse e Polaris. Tutti i pianeti e le lune più grandi del nostro sistema solare (come la Terra, Marte o la Luna) possono essere visitati.

## Musica
Prendendo probabilmente spunto dal film 2001: Odissea nello spazio, il gioco propone una selezione di musiche classiche per garantire uno sfondo adeguato.
Brani (in realtà, reinterpretazioni in MIDI) di Wagner, Mussorgsky e Grieg incontrano Sul bel Danubio blu di Strauss, e proprio quest'ultima viene proposta durante tutti gli attracchi alle stazioni spaziali, proprio come nel film sopracitato.
Anche David Lowe garantì due brani originali in stile classico, di cui uno è usato come sottofondo per la sequenza iniziale.

## Contenuti della scatola
Come tipico della metà degli anni novanta, la scatola del gioco conteneva più del solo dischetto. Insieme ad esso conteneva:
- Una guida di inizio rapido
- Un manuale dettagliato
- Una gazzetta fittizia di qualche sistema planetario tratto dal gioco
- Un libro di storie brevi ambientate nell'universo di gioco
- Una grande mappa della parte locale della galassia

### Sistema di protezione
Il manuale è una parte integrante del sistema per la protezione della copia. A certi intervalli nel gioco, il giocatore deve digitare parti di testo tratte dal manuale. La polizia nel gioco infatti chiederà al giocatore di: "inserire la prima lettera della parola X, della linea Y a pagina Z", per effettuare un controllo. Se il giocatore digita in modo non corretto le lettere, o non ha accesso al manuale, il gioco si ferma immediatamente. Nel contesto di gioco questo era spiegato come un controllo da parte della polizia per verificare che il giocatore possedesse legalmente la propria nave. Se il giocatore fallisce 3 controlli, viene arrestato e la sua nave viene confiscata, concludendo così il gioco.

### Floppy
L'intero universo di Frontier: Elite II è contenuto in un singolo floppy disk. Nella versione per Amiga, era invece contenuto in un disco da 880 KB (il secondo disco serviva infatti solo per raccogliere giochi salvati importanti). Le sue piccole dimensioni sono in parte dovute al fatto che l'intero gioco sia scritto in linguaggio assembly, mentre il suo universo viene generato proceduralmente.
Dato che il gioco su Amiga consisteva in un unico file, era possibile copiarlo interamente nella RAM, e giocarlo direttamente da lì con dei tempi di caricamento istantanei.